# Mechka Island
Mechka Island (englisch; bulgarisch остров Мечка ostrow Metschka, deutsch ‚Bäreninsel‘) ist eine größtenteils vereiste, in südwest-nordöstlicher Ausrichtung 875 m lange und 350 m breite Insel in der Gruppe der Dannebrog-Inseln im Wilhelm-Archipel vor der Graham-Küste des Grahamlands auf der Antarktischen Halbinsel. Sie liegt 4,96 km nordnordwestlich der Booth-Insel, 3,12 km nordöstlich von Raketa Island, 50 m südlich von Mishka Island und 5,6 km südwestlich von Kril Island (Wauwermans-Inseln).
Britische Wissenschaftler kartierten sie 2001. Die bulgarische Kommission für Antarktische Geographische Namen benannte sie 2020 deskriptiv, da sie in ihrer Form entfernt an einen Bären erinnert.